# 릴리 카터
릴리 카터(Lily Carter, 1990년 4월 15일 ~ )는 미국의 포르노 배우이다. 2013 AVN상 여우주연상 수상자이다.